# 鱗鰭叫姑魚
鱗鰭叫姑魚，俗名春子，為輻鰭魚綱鱸形目石首魚科的其中一個種。

## 分布
本魚分布在西北太平洋區，包括日本、台灣、中國東海、南海、香港等海域。

## 深度
水深3至40公尺。

## 特徵
本魚吻不突出，口裂大，端位，傾斜，上頜長於下頜，上頜骨深達瞳孔後緣之下方。頭部被圓鱗，軀幹被櫛鱗。體側上半部灰褐色，下半部銀白色。自胸鰭基底起，體中央有一條約2至3鱗片寬的銀白色縱帶，向後延伸與側線相交。沿側線另有一白色縱帶。背鰭基底有一深褐色縱帶，硬棘部中間為白色，末端為黑色；軟條部中間白色，末緣為褐色。口腔白色，鰓腔為深褐色。背鰭硬棘10枚、軟條28至31枚；臀鰭硬棘2枚、軟條7枚，脊椎骨25枚。體長可達22公分。

## 生態
本魚近內海中下層小型魚類，喜棲息於沙泥底質和岩礁附近的海域，有晝夜垂直移動之習性。以甲殼類、端足類、多毛類等為食。

## 經濟利用
食用魚，肉質纖細，油炸、清蒸、糖醋皆宜。